# Eveliina Rouvali
Anna Eveliina Rouvali (* 16. April 1997 in Kuopio) ist eine finnische Leichtathletin, die sich auf das Kugelstoßen spezialisiert hat.

## Sportliche Laufbahn
Erste internationale Erfahrungen sammelte Eveliina Rouvali im Jahr 2015, als sie bei den Junioreneuropameisterschaften in Eskilstuna mit einer Weite von 14,03 m in der Qualifikationsrunde im Kugelstoßen ausschied. Im Jahr darauf verpasste sie bei den U20-Weltmeisterschaften in Bydgoszcz mit 13,95 m den Finaleinzug, wie auch bei den U23-Europameisterschaften 2017 ebendort mit 14,43 m. 2019 belegte sie bei den U23-Europameisterschaften in Gävle mit 15,70 m den achten Platz und 2022 schied sie bei den Europameisterschaften in München mit 17,07 m in der Vorrunde aus. Im Jahr darauf verpasste sie bei den Halleneuropameisterschaften in Istanbul mit 16,26 m den Finaleinzug und im Juni wurde sie bei der 1. Liga der Team-Europameisterschaft im Zuge der Europaspiele in Chorzów mit 17,08 m Sechste. Im August startete sie bei den Weltmeisterschaften in Budapest und schied dort mit 16,61 m in der Qualifikationsrunde aus. 2024 verpasste sie bei den Europameisterschaften in Rom mit 16,34 m den Finaleinzug.
In den Jahren 2021 und 2023 wurde Rouvali finnische Hallenmeisterin im Kugelstoßen.